# 유타인 (종정)
유타인(劉它人, ? ~ ?)은 전한 말기의 황족이자 관료이다.

## 행적
영시 3년(기원전 14년), 삭방태수에서 종정으로 승진하였다.

## 출전
- 반고, 《한서》 권19하 백관공경표 下

| 전임 유경기 | 전한의 종정 기원전 14년 ~ 기원전 13년? | 후임 유교 |